# Adrian Willaert
Adrian Willaert (1490-1562) là nhà soạn nhạc người Hà Lan. Ông là một trong những người thành lập Trường phái Venetian và là một trong những người đứng đầu trường phái này.